# Burmannia compacta
Burmannia compacta är en enhjärtbladig växtart som beskrevs av Paulus Johannes Maria Maas och Hillegonda Maas. Burmannia compacta ingår i släktet Burmannia och familjen Burmanniaceae. Inga underarter finns listade i Catalogue of Life.